# Chichilianne
 Chichilianne  es una población y comuna francesa, en la región de Ródano-Alpes, departamento de Isère, en el distrito de Grenoble y cantón de Clelles.

## Demografía
| 167 | 170 | 130 | 159 | 158 | 207 |
| Para los censos de 1962 a 1999 la población legal corresponde a la población sin duplicidades (Fuente: INSEE [Consultar]) |     |     |     |     |     |